# Смит, Джабари (младший)
Джабари Смит младший (англ. Jabari Smith Jr.; род. 13 мая 2003, Фейетвилл, Джорджия) — американский профессиональный баскетболист, выступающий в Национальной баскетбольной ассоциации за клуб «Хьюстон Рокетс». Играет на позиции тяжёлого форварда.

## Карьера в НБА
Перед драфтом НБА 2022 года многие аналитики и инсайдеры считали Смита претендентом на первое место на драфте, и Смит даже сказал, что был бы удивлен, если бы его не выбрала под первым номером команда «Орландо Мэджик». Однако в итоге «Мэджик» выбрали Паоло Банкеро, а Смита третьим общим номером выбрала команда «Хьюстон Рокетс», сделав его самым высоко задрафтованным игроком из Обернского университета, обогнав Криса Морриса и Чака Персона, которые были выбраны 4-ми. Смит дебютировал в Летней лиге, набрав 10 очков, 7 подборов, 3 передачи и перехват в матче с «Орландо Мэджик», проигранном со счетом 91:77. 2 октября 2022 года Смит дебютировал в предсезонке, набрав 21 очко при 5 из 8 бросков с трёхочковой дистанции, а также восемь подборов и две передачи в матче против «Сан-Антонио Спёрс» (134:96). 19 октября 2022 года Смит дебютировал в регулярном чемпионате, набрав 17 очков, семь подборов и одну передачу в матче против клуба «Атланта Хокс» (117:107). 24 октября 2022 г. Смит записал на свой счет первую игру с 20+ очками, набрав 21 очко, реализовав 6 из 10 бросков с игры и сделав 9 подборов в победе над «Ютой Джаз» (114-106), ставшей первой победой «Рокетс» в сезоне.
13 января 2023 года Смит набрал рекордные для себя 27 очков, три блок-шота и восемь подборов в матче против «Сакраменто Кингз». 9 марта Смит взял 12 подборов и набрал рекордные для себя 30 очков в овертайме в матче против «Индиана Пэйсерс» (134:125). 14 марта Смит набрал 24 очка, реализовав 83,8 процентов бросков с игры, 5 трёхочковых и 11 подборов в матче против «Бостон Селтикс». При этом он стал первым игроком в составе «Рокетс», набравшим 20+ очков и 10+ подборов в трёх матчах подряд со времен Хакима Оладжьювона в 1985 году. 17 марта Смит сделал победный трёхочковый бросок в матче с «Нью-Орлеан Пеликанс» (114:112). По окончании сезона Смит был включен во вторую команду новичков.
11 декабря 2023 года Смит набрал максимальные за карьеру 34 очка и 13 подборов в матче с «Атлантой Хокс» (134:127). 24 марта 2024 года Смит был отстранен на одну игру после того, как вступил в перепалку с защитником «Юты Джаз» Крисом Данном.

## Личная жизнь
Отец Смита, Джабари Смит старший, четыре сезона играл в НБА и профессионально выступал за границей. У него есть один старший брат, которого зовут Эй Джей. Дальний родственник Смита, Кваме Браун, был выбран первым на драфте НБА 2001 года и играл в НБА 13 сезонов.

## Статистика

### Статистика в НБА
| Сезон                                                                                    | Команда | Регулярный сезон | Регулярный сезон | Регулярный сезон | Регулярный сезон | Регулярный сезон | Регулярный сезон | Регулярный сезон | Регулярный сезон | Регулярный сезон | Регулярный сезон | Регулярный сезон | Серия плей-офф | Серия плей-офф | Серия плей-офф | Серия плей-офф | Серия плей-офф | Серия плей-офф | Серия плей-офф | Серия плей-офф | Серия плей-офф | Серия плей-офф | Серия плей-офф |
| Сезон                                                                                    | Команда | GP               | GS               | MPG              | FG%              | 3P%              | FT%              | RPG              | APG              | SPG              | BPG              | PPG              | GP             | GS             | MPG            | FG%            | 3P%            | FT%            | RPG            | APG            | SPG            | BPG            | PPG            |
| ---------------------------------------------------------------------------------------- | ------- | ---------------- | ---------------- | ---------------- | ---------------- | ---------------- | ---------------- | ---------------- | ---------------- | ---------------- | ---------------- | ---------------- | -------------- | -------------- | -------------- | -------------- | -------------- | -------------- | -------------- | -------------- | -------------- | -------------- | -------------- |
| 2022/23                                                                                  | Хьюстон | 79               | 79               | 31,0             | 40,8             | 30,7             | 78,6             | 7,2              | 1,3              | 0,5              | 0,9              | 12,8             | Не участвовал  | Не участвовал  | Не участвовал  | Не участвовал  | Не участвовал  | Не участвовал  | Не участвовал  | Не участвовал  | Не участвовал  | Не участвовал  | Не участвовал  |
|                                                                                          | Всего   | 79               | 79               | 31,0             | 40,8             | 30,7             | 78,6             | 7,2              | 1,3              | 0,5              | 0,9              | 12,8             | Не участвовал  | Не участвовал  | Не участвовал  | Не участвовал  | Не участвовал  | Не участвовал  | Не участвовал  | Не участвовал  | Не участвовал  | Не участвовал  | Не участвовал  |
| Наведите курсор мыши на аббревиатуры в заголовке таблицы, чтобы прочесть их расшифровку. |         |                  |                  |                  |                  |                  |                  |                  |                  |                  |                  |                  |                |                |                |                |                |                |                |                |                |                |                |

### Статистика в колледже
| Сезон                                                                                   | Команда | GP | GS | MPG  | FG%  | 3P%  | FT%  | RPG | APG | SPG | BPG | PPG  |  |
| --------------------------------------------------------------------------------------- | ------- | -- | -- | ---- | ---- | ---- | ---- | --- | --- | --- | --- | ---- |  |
| 2021/22                                                                                 | Оберн   | 34 | 33 | 28,8 | 42,9 | 42,0 | 79,9 | 7,4 | 2,0 | 1,1 | 1,0 | 16,9 |  |
|                                                                                         | Всего   | 34 | 33 | 28,8 | 42,9 | 42,0 | 79,9 | 7,4 | 2,0 | 1,1 | 1,0 | 16,9 |  |
| Наведите курсор мыши на аббревиатуры в заголовке таблицы, чтобы прочесть их расшифровку |         |    |    |      |      |      |      |     |     |     |     |      |  |